# Carcelia palpalis
Carcelia palpalis là một loài ruồi trong họ Tachinidae.